# Vespa Rally 200
Die Vespa Rally 200 (Typenbezeichnung: VSE1T) ist ein Motorroller der Vespa-Reihe von Piaggio, der von 1972 bis 1979 hergestellt und vertrieben wurde.

## Modellbeschreibung
Die Vespa Rally 200 ist das erste Vespamodell mit elektronischer Zündung. Abgeleitet von der Vespa Rally 180 leistete der Motor bis zu 12 PS, was für viele Jahre die Spitzenmotorisierung von Vespas darstellte. Der Motor ist ein Typ VSE1M, ein Einzylinder-Zweitakter mit Flachkolben (Bohrung 66,5 mm, Hub 57 mm; Verdichtungsverhältnis: 1 : 8,2), 3-Kanal-Umkehrspülung und Drehschiebersteuerung, Graugusszylinder mit Leichtmetallzylinderkopf und Mischungsschmierung (1 : 50). Der Tank fasst 8,2 Liter, davon 1,8 Liter Reserve. Das handgeschaltete Vierganggetriebe mit Ziehkeilschaltung überträgt die Kraft direkt auf das Hinterrad.

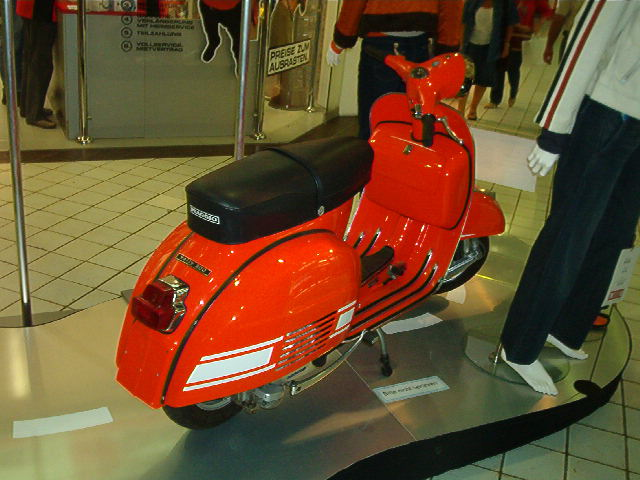
Die modelltypischen Seitenbackenstreifen

Das Modell war mit weißen „Rallystreifen“ auf dem vorderen Kotflügel und den Seitenhauben versehen, Modelle mit weißer Karosserie hatten silbergraue Streifen. Zusätzlich gab es einen Schriftzug „Electronic“, der auf die elektronische Zündung hinwies. Dem Vorgänger Rally 180 fehlte dieser Schriftzug. Das italienische Modell hatte keine Fahrtrichtungsanzeiger, das deutsche Modell war mit Hella-Lenkerendenblinkern ausgestattet. Die Lenkerbreite ohne Fahrtrichtungsanzeiger beträgt 675 mm und mit 690 mm. Das österreichische Modell war im Gegensatz zum italienischen mit einer Lichthupe ausgestattet.
Die Vespa Rally 200 gehört zu den zuverlässigsten und gefragtesten der klassischen Vespamodelle.

## Stückzahlen
Das Modell wurde 41.275 mal gebaut.
| Baujahre | Rahmennummern             | Stückzahl |
| -------- | ------------------------- | --------- |
| 1972     | VSE1T ☆001001 – ☆004593   | 3.593     |
| 1973     | VSE1T ☆004594 – ☆0011698  | 7.105     |
| 1974     | VSE1T ☆0011699 – ☆0021939 | 10.241    |
| 1975     | VSE1T ☆0021940 – ☆0028695 | 6.756     |
| 1976     | VSE1T ☆0028696 – ☆0033949 | 5.254     |
| 1977     | VSE1T ☆0033950 – ☆0040265 | 6.316     |
| 1978     | VSE1T ☆0040266 – ☆0041774 | 1.509     |
| 1979     | VSE1T ☆0041775 – ☆0042275 | 501       |